# Gulf News
Gulf News est un quotidien anglophone publié à Dubaï (Émirats arabes unis) et créé en 1978.

## Négationnisme
L'édition du 4 janvier 2009 a publié un article qui affirme que l'Holocauste était « un mensonge perpétré par les sionistes afin d'extorquer l'humanité ».